# Jérémie Galland
Jérémie Galland (Villeneuve-Saint-Georges, Val-de-Marne, 8 d'abril de 1983) és un ciclista francès, professional des del 2007 al 2013.
En el seu palmarès destaca la victòria al Gran Premi de Plumelec-Morbihan de 2009, vàlid per la Copa de França de ciclisme.

## Palmarès
- 2005
  - Vencedor d'una etapa del Tour de la Manche
- 2006
  - Vencedor d'una etapa del Tour de la Manche
- 2007
  - 1r a la París-Évreux
- 2009
  - 1r al Gran Premi de Plumelec-Morbihan
- 2010
  - 1r als Boucles de la Mayenne
  - Vencedor d'una etapa del Tour del Llemosí

### Resultats al Tour de França
- 2011. 138è de la classificació general